# Saitis cupidon
Saitis cupidon là một loài nhện trong họ Salticidae.
Loài này thuộc chi Saitis. Saitis cupidon được Eugène Simon miêu tả năm 1885.